# Мінделу
Мінделу (порт. Mindelo) — друге за величиною місто Кабо-Верде. Місто займає площу 67 км² на північному заході острова Сан-Вісенті в затоці Порту-Гранді — природної гавані, сформованої в кратері підводного вулкана діаметром близько 4 км.
Гарантом економічного розвитку Мінделу виступають торгівля та сфера послуг.

## Клімат
Місто знаходиться у зоні, котра характеризується кліматом тропічних пустель. Найтепліший місяць — серпень із середньою температурою 25 °C (77 °F). Найхолодніший місяць — лютий, із середньою температурою 20.6 °С (69 °F).
| Клімат Мінделу          | Клімат Мінделу | Клімат Мінделу | Клімат Мінделу | Клімат Мінделу | Клімат Мінделу | Клімат Мінделу | Клімат Мінделу | Клімат Мінделу | Клімат Мінделу | Клімат Мінделу | Клімат Мінделу | Клімат Мінделу | Клімат Мінделу |
| Показник                | Січ.           | Лют.           | Бер.           | Квіт.          | Трав.          | Черв.          | Лип.           | Серп.          | Вер.           | Жовт.          | Лист.          | Груд.          | Рік            |
| Абсолютний максимум, °C | 28             | 32             | 30             | 32             | 30             | 30             | 33             | 32             | 32             | 31             | 31             | 30             | 33             |
| Середній максимум, °C   | 23             | 22             | 23             | 23             | 24             | 25             | 27             | 27             | 26             | 25             | 26             | 24             | 25             |
| Середня температура, °C | 20             | 20             | 20             | 20             | 21             | 23             | 24             | 24             | 24             | 23             | 23             | 22             | 22             |
| Середній мінімум, °C    | 18             | 18             | 18             | 18             | 19             | 21             | 21             | 22             | 23             | 22             | 21             | 20             | 20             |
| Абсолютний мінімум, °C  | 10             | 10             | 10             | 12             | 12             | 16             | 12             | 17             | 17             | 10             | 12             | 13             | 10             |
| Норма опадів, мм        | 0              | 0              | 0              | 0              | 0              | 0              | 0              | 10             | 30             | 10             | 0              | 0              | 90             |
| Днів з дощем            | 0              | 0              | 0              | 0              | 0              | 0              | 0              | 1              | 3              | 1              | 0              | 0              | 8              |
| Вологість повітря, %    | 66             | 65             | 65             | 65             | 67             | 69             | 70             | 73             | 74             | 72             | 68             | 66             | 68             |
| ----------------------- | -------------- | -------------- | -------------- | -------------- | -------------- | -------------- | -------------- | -------------- | -------------- | -------------- | -------------- | -------------- | -------------- |
| Джерело: Weatherbase    |                |                |                |                |                |                |                |                |                |                |                |                |                |